# Tmesisternus griseus
Tmesisternus griseus är en skalbaggsart. Tmesisternus griseus ingår i släktet Tmesisternus och familjen långhorningar.

## Underarter
Arten delas in i följande underarter:
- T. g. griseus
- T. g. agrarius